# Wesley Kreder
Wesley Kreder (* 4. November 1990 in Leiden) ist ein ehemaliger niederländischer Straßenradrennfahrer.

## Sportlicher Werdegang
Wesley Kreder gewann 2008 in der Juniorenklasse die Gesamtwertung bei der Acht van Bladel und er war jeweils bei einer Etappe der Trophée Centre Morbihan und der Ronde des Vallées erfolgreich. In der Saison 2009 fuhr er für das niederländische Continental Team Van Vliet EBH Elshof und wurde 2010 wurde er Mitglied des Nachwuchsteams Rabobank Continental. In seinem ersten Jahr dort konnte er die Ronde van Midden-Nederland für sich entscheiden.
Zum Saisonende 2012 fuhr Kreder als Stagiaire für das niederländische Professional Continental Team Vacansoleil-DCM und konnte für dieses Team das Hors categorie-Eintagesrennen Tour de Vendée mit zwei Sekunden Vorsprung vor einer 18-köpfigen Spitzengruppe gewinnen. Er erhielt für das Jahr 2013 einen regulären Vertrag bei dieser Mannschaft, nach dessen Auflösung wechselte er zur Saison 2014 zum Team Wanty-Groupe Gobert. In diesem Jahr wurde er jeweils Dritter der niederländischen Meisterschaften im Straßenrennen und im Scratch.
Bereits nach einem Jahr verließ Kreder Wanty-Gobert und wurde Mitglied beim neu gegründeten niederländischen UCI Professional Continental Team Roompot Oranje Peloton, für das er zwei Jahre an den Start ging. In der Saison 2016 gewann er aus einer Ausreißergruppe heraus die zweite Etappe der Ster ZLM Toer und erzielte damit den bisher letzten Erfolg seiner Karriere.
Zur Saison 2017 kehrte Kreder zu Wanty-Gobert zurück, wo er vorrangig Aufgaben als Helfer übernimmt. Nach dem Aufstieg des Teams in die UCI WorldTour nahm er 2021 mit dem Giro d’Italia und der Vuelta a España gleich an zwei Grand Tour’s teil, die er beide beendete. Nach vier Jahren bei Wanty-Gobert wechselte er zur Saison 2022 für zwei Jahre zum Team Cofidis. Nachdem er im August 2023 einen Herzstillstand erlitt, beendete er auf Anraten seiner Ärzte seine aktive Karriere als Radsportler.

## Familie
Wesley Kreder ist der jüngere Bruder von Dennis Kreder, aktiver Radrennfahrer von 2004 bis 2012, sowie Cousin der Brüder Michel Kreder, Raymond Kreder und Stefan Kreder, die alle ebenfalls Radrennfahrer sind bzw. waren.

## Erfolge
2010
- Ronde van Midden-Nederland

2011
- Mannschaftszeitfahren Vuelta Ciclista a León

2012
- Tour de Vendée

2016
- eine Etappe Ster ZLM Toer

## Grand Tour-Platzierungen
| Grand Tour            | 2021 | 2022 |
| --------------------- | ---- | ---- |
| Giro d’ItaliaGiro     | 128  | 139  |
| Tour de FranceTour    | –    | –    |
| Vuelta a EspañaVuelta | 110  | –    |